# Dictator (компьютерная игра)
Dictator (рус. Диктатор) — компьютерная игра в жанре политический симулятор, разработана Доном Пристли и выпущена компанией Bug-Byte в 1982 году на платформе ZX81 в Великобритании и Франции. Dictator считается первой компьютерной игрой в жанре политический симулятор.
Суть игры заключается в управлении вымышленной банановой республикой посредством политических решений для достижения диктаторских целей.
Позднее Dictator была портирована для других платформ и издавалась компанией «dK'Tronics». Выпуск для ZX Spectrum произошёл в 1983 году, и впоследствии игра была портирована на C64, BBC Micro и Enterprise 128.
Игра написана полностью на Sinclair BASIC.
Во второй половине 1980-х игра была переведена на русский язык Николаем и Юрием Родионовыми. Данный перевод был распространён в СССР и странах СНГ, включался в поставку к домашнему компьютеру Ратон-9003.

## Сеттинг
Игрок выступает в роли президента вымышленной банановой республики под названием Ритимбания (англ. Ritimba, Ritimban Republic), находящейся где-то на экваторе. До президентства игрока было очень много других президентов, и страна находится в таком нестабильном состоянии, что срок будет недолгим.
В стране три основных общественных класса: армия, проживающая в бараках; крестьяне, живущие на грани выживания и работающие на банановых плантациях; и немногочисленный класс помещиков, которые обладают финансовым влиянием. Где-то на краю страны в горах обитают партизаны, которые считают своей целью свержение деспота (т. е. игрока).
Рядом с Ритимбанией находится ещё одна вымышленная банановая республика Лефтото (англ. Leftoto), основным занятием жителей которых также является выращивание и экспорт бананов.

## Игровой процесс
Игрок является главой государства и при этом игровой процесс построен таким образом, что игрок не может оставаться у власти бесконечно (его неизбежно свергают революционные силы или происходит покушение со смертельным исходом). Для набора максимального количества очков необходимо продержаться на посту как можно дольше, при этом перевести большое количество денег на свой счёт в швейцарском банке и сбежать из страны в случае угрозы революции.

Отчёт тайной полиции, оригинальная версия для ZX Spectrum. 17-й месяц игры, показаны все игровые фракции. Слева зелёным цветом состояние популярности у той или иной группы, а справа — её сила. Сила личной охраны диктатора составляет 4. Если найдётся два недовольных класса, сумма сил которых станет 12 или больше, то начнётся революция.

В игре присутствуют 8 фракций, которые характеризуются параметрами своей силы и популярности диктатора:
- три общественных класса подданных Ритимбании: армия, крестьяне, помещики;
- партизаны;
- лефтотанцы;
- спецслужбы: тайная полиция.
- сверхдержавы: русские и американцы.

При этом у партизан всегда популярность 0, а супердержавы не вмешиваются в политику Ритимбании (но могут безвозвратно дать денег в долг).
Игра разделена на месяцы, в начале каждого из которых от одного из общественных классов идёт запрос главе государства. В случае его удовлетворения изменяется расстановка сил, а при отказе популярность диктатора у запросившей фракции уменьшается. В дальнейшем в этом месяце у игрока имеется возможность целенаправленно принять одно из возможных решений. В конце месяца могут происходить как случайные события, так и события вследствие сложившихся условий.
Тайная полиция предоставляет отчёты о текущем состоянии фракций и защищает диктатора от покушений. В случае её ослабления или опустошения казны получать отчёты становится невозможным и игрок может потерять контроль над ситуацией.
Одной из задач игрока является поддержание баланса или определённой расстановки сил между фракциями, при этом три общественных класса всегда находятся в противоречии. Падение популярности может привести к началу революции (когда сумма сил двух недовольных фракций равны или больше некоторого порогового значения). Если игрок не убегает со своего поста в случае угрозы, то начинается вооружённая борьба двух самых сильных недовольных фракций против личной охраны диктатора и одной из фракций, его поддерживающих. Результатом революции является либо свержение и смерть диктатора, либо её поражение и казнь восставших. Если же имеется только одна недовольная фракция и сил для революции недостаточно, то в этом случае фракция организует покушение на правителя.
Игра построена таким образом, что казна неминуемо опустошается. Если это случается, то игрок не может выполнять запросы населения, требующих денежных средств, а при отрицательном балансе происходит ослабление сил диктатора и падает его популярность в армии. Как следствие, сопротивляться силам революции становится сложнее. К другим игровым механизмам, которые заставляют диктатора уйти раньше с должности, относятся запросы от общественных классов на ослабление тайной полиции и наличие ограниченного на всю игру множества самостоятельных решений.
Достигать своих целей игрок может различными способами. Например, постепенно уменьшать силу партизан принимая одни запросы и не принимая другие. Или, в определённый момент может усилить партизан и спровоцировать один из общественных классов на революцию, но таким образом, чтобы оппозиция проиграла.

## Портирование
Портирование на Commodore 64 произошло в 1983 году и было выполнено программистом Энди Френчем. В этом же году игра была портирована на BBC Micro.
В 1984 году игра была переведена Тибором Кохом (венг. Koch Tibor) на венгерский язык и портирована на Enterprise 128.
В 2000 году на платформе MS-DOS Томаш Гамарчак (чеш. Tomáš Hamarčák) переписал игру с Sinclair BASIC на QBasic (как неофициальное портирование), и при этом реализовал версии на английском и чешском языках.
В 2015 году с одобрения Дона Пристли игра была портирована Торстеном Бухингером (нем. Thorsten Buchinger) на iOS, доступна на английском и немецком языках.

## Оценки и мнения
| Иноязычные издания       | Иноязычные издания | Иноязычные издания | Иноязычные издания |
| Издание                  | Оценка             | Оценка             | Оценка             |
| Издание                  | Commodore 64       | ZX81               | ZX Spectrum        |
| ------------------------ | ------------------ | ------------------ | ------------------ |
| Home Computing Weekly    |                    |                    | [ 2 ]              |
| Popular Computing Weekly |                    |                    | 9/10               |
| Personal Computer Games  | 6/10               |                    |                    |
| Tilt                     |                    | [ 24 ]             |                    |

Журнал CRASH в 1984 году несколько раз публиковал описания игры и рекомендовал её.
Обозреватель журнала Home Computing Weekly Рон Харнс отметил, каждый из игроков найдёт свой способ получить большое удовольствие от игры, но при этом сообщил, что в игре не хватает более детального руководства. В обзоре версии для Commodore 64 журнала Personal Computer Games было сказано, что игрокам, предпочитающим моргающую графику с разнообразными звуками, этой игры следует избегать. Это следует также делать тем, кто серьёзно относится к симуляции государств. Остальные же могут получать удовольствие от игры.
Автор обзора Грэм Тейлор в журнале Popular Computing Weekly отметил, что игра Dictator является одной из самых оригинальных, которых он когда-либо видел, а игры Dictator и Escape посчитал лучшими из существующих для ZX Spectrum. Также он отметил, что Dictator не напрягает даже после десятков попыток игры. Позже другой обозреватель журнала Тони Бридж отметил игру как очень сложную программу, но в которой представляет интерес графика и звуковые эффекты, а также хорошее чувство юмора.
Эдвард Давей, критик журнала ZX Computing, сообщил о том, что игра является хорошим приобретением. В то же время он отметил красочно оформленный текст и превосходные звуковые эффекты.
Согласно обзору журнала MicroHobby игра несколько отличается от всех других, которые есть в продаже. В дополнение было отмечено, что отсутствие графики в Dictator не мешает игровому процессу, так как игра объединяет ряд других увлекательных элементов. Автор публикации в журнале Romomania положительно отозвался о сюжете и чувстве юмора игры, а слабой стороной назвал звуковое сопровождение.
Personal Computer Games в январе 1984 года своём рейтинге хитов продаж (англ. PCG Soft Hits list) поставил Dictator на 39-е место.
В книге «500 компьютерных игр» было сказано, что Dictator это «игра для всех», а также отмечено управление, сложность которого сведено до минимума и превращено в диалоговое.
Создатель игры Дон Пристли в мае 1998 года в интервью сообщил, что из всех своих игр считает Dictator своей любимой
.